# Kiyan Soltanpour
Kiyan Soltanpour (* 23. Juli 1989 in Berlin-Charlottenburg) ist ein deutsch-iranischer Fußballspieler.

## Karriere
Kiyan Soltanpour wurde als Sohn iranischer Eltern in Berlin-Charlottenburg geboren und begann seine Karriere im Alter von fünf Jahren beim NFC Rot-Weiß Berlin, dort spielte er fünf Jahre lang. Weitere Stationen in der Jugend waren FC Stahl Brandenburg, FC Spandau 06 und zuletzt Hertha Zehlendorf. Von dort aus wechselte er im Juli 2008 zur zweiten Mannschaft vom 1. FC Union Berlin. Mit Union gewann er im Jahr 2010 den Stadtmeistertitel; 2009 bis 2011 war Soltanpour jeweils bester Torschütze von Unions zweiter Mannschaft.
Im Sommer 2011 wechselte er zu Borussia Dortmund II, die gerade aus der 3. Fußball-Liga abgestiegen waren. Sein Ligadebüt im schwarz-gelben Trikot gab er am 6. August beim 2:0-Auswärtssieg beim 1. FC Kaiserslautern II. Beim 2:1-Auswärtssieg gegen die zweite Mannschaft des 1. FC Köln am 22. Oktober 2011 erzielte er sein erstes Saisontor. In der Hinrunde erzielte er insgesamt drei Treffer, doch gegen seinen Konkurrenten im Sturm Terrence Boyd konnte sich Soltanpour nicht durchsetzen. Daher absolvierte er im Jahr 2012 nur noch fünf Ligaspiele für den BVB. Nachdem die zweite Mannschaft am Ende der Hinrunde 14 Punkte Rückstand auf die Sportfreunde Lotte und den damit einzigen Aufstiegsplatz hatte, startete das Team in der Rückrunde eine furiose Aufholjagd, erreichte 52 von maximal 57 möglich erreichbaren Punkten und schaffte damit mit einem Punkt Vorsprung vor Lotte den Aufstieg in die 3. Fußball-Liga 2012/13.
Am 21. Juli 2012 absolvierte er bei der 0:2-Auftaktniederlage beim VfL Osnabrück sein Debüt in der 3. Liga. Nach nur sechs Einsätzen in der 3. Liga wurde er Anfang Januar 2013 vom Trainer David Wagner aus dem Kader gestrichen und durfte sich einen neuen Verein suchen.
In der Folge wechselte Soltanpour nur vier Tage später zum Ligakonkurrenten 1. FC Saarbrücken. Er unterschrieb einen Vertrag bis zum Saisonende 2012/13. Nachdem sein Vertrag ausgelaufen und nicht verlängert worden war, wechselte er zum Berliner AK 07. Seine weiteren Stationen waren der Sumqayıt PFK und der Regionalligist FC Viktoria 1899 Berlin, ehe Soltanpour innerhalb der Regionalliga Nordost zum FSV Luckenwalde wechselte. Nach einer Saison in der Regionalliga Nordost beim FSV Luckenwalde schloss sich Soltanpour dem Traditionsverein Blau-Weiß 90 Berlin in der Berlin-Liga an. Doch schon ein Jahr später wechselte der Stürmer zum Ligarivalen Berliner Sport-Club. Auch dort blieb Soltanpour nur für eine Spielzeit und schloss sich zur Saison 2019/20 dem Landesligisten 1. FC Wilmersdorf an.

## Titel und Erfolge
1. FC Union Berlin II
- Meister Berlin-Liga 2010

Borussia Dortmund II
- Meister der Fußball-Regionalliga West 2011/12
- Aufstieg in die 3. Liga 2012/13